# Алерхајм
Алерхајм (њем. Alerheim) општина је у њемачкој савезној држави Баварска. Једно је од 43 општинска средишта округа Донау-Рис. Према процјени из 2010. у општини је живјело 1.671 становника. Посједује регионалну шифру (AGS) 9779111.

## Географија
Алерхајм се налази у савезној држави Баварска у округу Донау-Рис. Општина се налази на надморској висини од 425 метара. Површина општине износи 23,4 km².

## Становништво
У самом мјесту је, према процјени из 2010. године, живјело 1.671 становника. Просјечна густина становништва износи 72 становника/km².